# لياندرو باريديس
لياندرو دانييل باريديس (بالإسبانية: Leandro Daniel Paredes؛ مواليد 29 يونيو 1994) لاعب كرة قدم أرجنتيني يلعب في مركز لاعب الوسط الدفاعي مع نادي روما في الدوري الإيطالي، كما يلعب مع منتخب الأرجنتين.

## مسيرته الكروية

### بوكا جونيورز
ظهر باريديس لأول مرة في الدوري مع بوكا جونيورز في الهزيمة 2-0 خارج أرضه أمام أرجنتينوس جونيورز في 6 نوفمبر 2010. في 29 يناير 2014، انضم إلى نادي كييفو فيرونا الإيطالي في دوري الدرجة الأولى الإيطالي لبقية موسم 2013-14.

### روما
تم الكشف عن أن روما وافق على التعاقد مع باريديس من بوكا جونيورز على سبيل الإعارة مقابل 4.5 مليون يورو، ومع ذلك نفد روما من حصة التسجيل للانتقال الدولي. لذا وقع مع كييفو بدلا من ذلك.
في 19 يوليو 2014، انضم باريديس إلى روما في صفقة انتقال مؤقت، مع خيار الشراء المباشر من بوكا جونيورز. في 27 سبتمبر 2014، ظهر باريديس لأول مرة مع روما، كلاعب بديل في الشوط الثاني في الفوز 2-0 ضد هيلاس فيرونا. في 8 فبراير 2015، سجل باريديس هدفه الأول مع روما في فوز النادي 2-1 على كالياري. في يونيو 2015، وقع روما مع باريديس مقابل 6.067 مليون يورو.

### زينيت سانت بطرسبرغ
في 1 يوليو 2017، أعلن زينيت سانت بطرسبرغ عن توقيع باريديس على عقد مدته أربع سنوات مقابل 23 مليون يورو مع إمكانية إضافة 4 ملايين يورو في شكل إضافات. 

### باريس سان جيرمان
في 29 يناير 2019، أعلن باريس سان جيرمان عن توقيع باريديس على عقد مدته أربع سنوات ونصف، مقابل 40 مليون يورو مبدئيًا، ومن المحتمل أن يرتفع إلى 47 مليون يورو. سجل هدفه الأول للنادي في الفوز 2-0 على باو في كأس فرنسا في 29 يناير 2020، بالضبط بعد عام من التوقيع مع باريس سان جيرمان، بينما كان يرتدي شارة الكابتن.
في 10 أبريل 2021، سجل باريديس هدفه الأول في الدوري الفرنسي، من ركلة حرة في الفوز 4-1 على ستراسبورغ.

## حياته الشخصية
في 2 سبتمبر 2020، أفيد أن باريديس، إلى جانب زملائه في فريق باريس سان جيرمان نيمار وأنخيل دي ماريا، أثبتت إصابتهم بفيروس كورونا. وقالت صحيفة ليكيب الفرنسية الرياضية إن اللاعبين الثلاثة ذهبوا في إجازة في إيبيزا حسبما ورد. نتيجة لذلك، وضعوا الحجر الصحي لمدة أسبوع، وأجرى باقي اللاعبين وطاقم العمل اختبارات فيروس كورونا في نفس الأسبوع.

## الإنجازات
زينيت سانت بطرسبرغ
- الدوري الروسي الممتاز: 2018–19

باريس سان جيرمان
- الدوري الفرنسي: 2018–19، 2019–20،[13] 2021–22[14]
- كأس فرنسا: 2019–20،[15] 2020–21[16]
- كأس الرابطة الفرنسية: 2019–20
- كأس الأبطال الفرنسي: 2019،[17] 2020،[18] 2022
- دوري أبطال أوروبا: الوصيف 2019–20

الأرجنتين
- كأس العالم: 2022
- كوبا أمريكا: 2021[19]
- كأس الأبطال كونميبول–يويفا: 2022[20]

فردية
- تشكيلة البطولة في كوبا أمريكا: 2019[21]

## وصلات خارجية
- لياندرو باريديس على موقع الاتحاد الأوربي (الإنجليزية)
- لياندرو باريديس على موقع رابطة كرة القدم الفرنسية للمحترفين (الإنجليزية)
- لياندرو باريديس على موقع إي إس بي إن إف سي (الإنجليزية)
- لياندرو باريديس على موقع قاعدة بيانات كرة القدم.إي يو (الإنجليزية)
- لياندرو باريديس على موقع ليكيب (الفرنسية)
- لياندرو باريديس على موقع ناشيونال فوتبول تيمز (الإنجليزية)
- لياندرو باريديس على موقع Soccerbase.com (لاعب) (الإنجليزية)
- لياندرو باريديس على موقع Soccerway.com (الإنجليزية)
- لياندرو باريديس على موقع عالم كرة القدم.نت (الإنجليزية)
- لياندرو باريديس على موقع كووورة